# Deux (film, 2019)
Pour les articles homonymes, voir Deux (homonymie).
Pour plus de détails, voir Fiche technique et Distribution.
Deux est une comédie dramatique franco-belgo-luxembourgeoise réalisée par Filippo Meneghetti, sortie en 2019.

## Synopsis
Deux septuagénaires, Madeleine et Nina, sont voisines de palier. Mais elles sont aussi amoureuses depuis longtemps et vivent secrètement leur relation, envisageant de vendre leurs logements pour s'installer à Rome, ce que Madeleine ne parvient pas à annoncer à sa famille. 
Victime d'un AVC, Madeleine perd une partie de ses facultés. Sa fille attentionnée, Anne, s'occupe d'elle avec une aide à domicile. Comment Nina peut-elle affirmer sa place, désormais ?

## Fiche technique
- Titre original : Deux
- Réalisation : Filippo Meneghetti
- Scénario : Filippo Meneghetti, Malysone Bovorasmy
- Décors : Laurie Colson
- Costumes : Magdalena Labuz
- Photographie : Aurélien Marra
- Montage : Ronan Tronchot
- Musique : Michele Menini
- Production : Laurent Baujart et Pierre-Emmanuel Fleurantin
  - Coproduction : Patrick Quinet, Élise André, Stéphane Quinet et Donato Rotunno
  - Production associée : Philippe Logie
- Société de production : Paprika Films
  - Société de coproduction : Tarantula Luxembourg et Artemis Films
  - SOFICA : Cinécap 2
- Sociétés de distribution : Doc & Film International et Sophie Dulac Distribution
- Pays d'origine :  France,  Luxembourg et  Belgique
- Langue originale : français
- Format : couleur — 2,39:1 — son 5.1
- Genre : comédie dramatique
- Durée : 95 minutes
- Dates de sortie :
  - Canada : 7 septembre 2019 (Toronto 2019)
  - France : 
    - 19 octobre 2019 (Montpellier 2019)
    - 12 février 2020 (en salles)

## Distribution
- Barbara Sukowa : Nina Dorn
- Martine Chevallier : Madeleine Girard
- Léa Drucker : Anne, la fille de Madeleine
- Jérôme Varanfrain : Frédéric, le fils de Madeleine
- Muriel Bénazéraf : Muriel, l'aide à domicile
- Daniel Trubert : André
- Hervé Sogne : M. Bremmond, l'agent immobilier
- Eugénie Anselin : Christiane
- Stéphane Robles : Nico

## Distinctions

### Récompenses
- Festival de Cinéma Plurielle 2020 : Prix du Meilleur Film[réf. nécessaire]
- Festival Premiers Plans d'Angers 2020 : Grand prix du jury[2]
- Lumières 2021 : 
  - Meilleure actrice pour Martine Chevallier pour le rôle de Madeleine et Barbara Sukowa pour le rôle de Nina
  - Meilleur premier film
- César 2021 : Meilleur premier film

### Nominations
- César 2021 :
  - Meilleure actrice pour Martine Chevallier
  - Meilleure actrice pour Barbara Sukowa
  - Meilleur scénario original pour Filippo Meneghetti et Malysone Bovorasmy[3]
- Golden Globes 2021 : Golden globe du meilleur film étranger [4]
- Critics' Choice Movie Award du meilleur film en langue étrangère
- Lumières 2021 :
  - Lumière du meilleur film
  - Lumière de la meilleure mise en scène pour Filippo Meneghetti
  - Lumière du meilleur scénario pour Filippo Meneghetti et Malysone Bovorasmy
  - Lumière de la meilleure image pour Aurélien Marra

### Sélection
- Le film est sélectionné pour représenter la France aux Oscars 2021 dans la catégorie Oscar du meilleur film en langue étrangère[5],[6] et fait partie des 15 films présélectionnés par l'Académie.